# Ballade du bon conseil
La  Ballade du bon conseil  (ou Ballade de bon conseil) est un poème de François Villon.

## Composition
La date d'écriture exacte de cette ballade est incertaine ; elle se situe après l'été 1461 où Villon a été emprisonné à Meung-sur-Loire par l’évêque d’Orléans Thibault d’Aussigny. Le 2 octobre 1461, à l'occasion de l'entrée solennelle à Meung-sur-Loire du nouveau roi de France Louis XI, Villon recouvre la liberté (selon la coutume, les  prisonniers n’ayant pas commis de délits trop graves sont libérés). Il regagne Paris, où il doit se cacher, l’affaire du vol du Collège de Navarre n'étant pas oubliée. C'est peut-être à l'automne 1461 ou en 1462 qu'il compose la Ballade du bon conseil, où il se présente comme un délinquant amendé.

## Analyse
Le poème est une ballade, forme fixe prisée des poètes des XIVe siècle et XVe siècle, composée de trois strophes dites « carrées » (le nombre de vers de la strophe, 10, est égal au nombre de syllabes par vers), suivies d'un envoi de 7 vers ; chacune strophe se termine par un vers refrain : « Par offenser et prendre autruy demaine ».
Villon signe sa ballade avec un acrostiche de son nom dans les six premiers vers de l’envoi :
Vivons en paix, exterminons discort ; 

Ieunes et vieulx, soyons tous d'ung accort ; 

La loy le veut, l'appostre ramaine 

Licitement en l'epistre rommaine. 

Ordre nous fault, estat ou aucun port. 

Nottons ces poins, ne laissons le vray port ;

Par offenser et prendre autruy demaine.
Dans l'œuvre de Villon, la Ballade du bon conseil fait partie des compositions de morale versifiée, comme la Ballade contre les ennemis de la France, la Ballade de Fortune ou le Débat du cuer et du corps de Villon. Il s'y présente comme un criminel repenti qui s'adresse à ses anciens compagnons en les exhortant à s'amender et à se réintégrer comme lui dans la société : il semonce ces « Hommes faillis, bersaudez de raison, // Desnaturez et hors de congnoissance // Desmis du sens, comblez de desraison, // Folz abusez, plains de descongnissance » qui s'attaquent à leur prochain : « Par offenser et prendre autruy demaine » ; il fait appel à la morale chrétienne (« ayons en Dieu confort ; // nous n'avons jour certain en la sepmaine ») et à l'apôtre Paul : « La loy le veut, l'appostre ramaine // Licitement en l'epistre rommaine ». La repentance réelle de Villon peut cependant être mise en doute.